# Стадион Прљаније
Стадион Прљаније је фудбалски стадион у Андријевици, Црна Гора. Смјештен је у долини ријеке Лим, користи се за фудбалске утакмице. Домаћи је терен ФК Комови.

## Историја
У раној историји ФК Комови су домаће утакмице играли на стадиону Злорјечица. 1975. године, након напретка тима и пласману у Четврту лиге, изграђен је нови стадион на локацији Прљаније. Стадион је реновиран 2018. године, када је изграђена нова трибина, капацитета 650 места.
Терен је димензија 110 х 70 метара. Стадион испуњава критеријуме само за утакмице црногорске Треће лиге, не и за такмичења највишег ранга.